# The Theatre

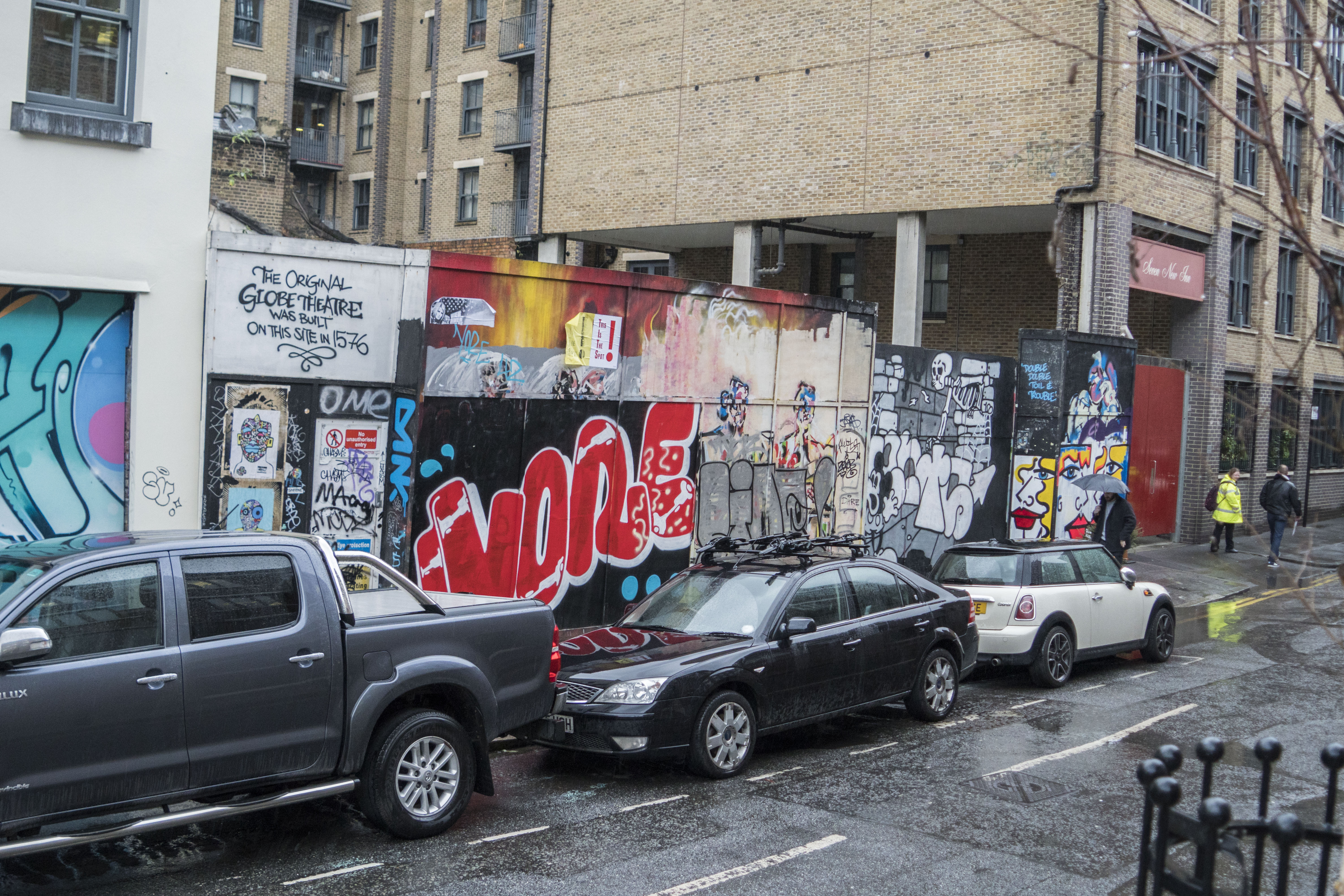
Extérieur du théâtre.

The Theatre était un théâtre construit à Londres sous Élisabeth Ire d'Angleterre dans Shoreditch (qui fait partie du quartier de Hackney).
Construit par l'acteur-manager James Burbage, près de sa maison familiale à Holywell Street, The Theatre est considéré comme le premier théâtre bâti à Londres dont le seul but était les représentations théâtrales. Son histoire inclut un nombre important de compagnies de théâtre, dont The Lord Chamberlain's Men, qui employa notamment William Shakespeare comme acteur et auteur dramaturge. Après une dispute avec le propriétaire, le théâtre fut démantelé et ses matériaux, essentiellement les poutres de sa structure et le bois de ses galeries, furent utilisées pour la construction du Globe Theatre à Southwark.

## Construction
The Theatre fut construit en 1576 par James Burbage, en partenariat avec son beau-frère, John Brayne, sur des terrains qui, à l'origine, appartenaient au couvent de Holywell (ou Halliwell). The Theatre était localisé dans Shoreditch, au-delà des limites nord de Londres, en dehors de la juridiction des autorités civiles qui étaient souvent opposées au théâtre. Un an plus tard, un autre théâtre y fut bâti, le Curtain Theatre, faisant de ces lieux le premier quartier des théâtres et des divertissements.